# П'юра
П'юра (ісп. San Miguel de Piura; кеч. Piwra) — місто в Перу, столиця однойменного регіону П'юра. 

## Географія
Місто розташоване за 973 кілометри від столиці Перу міста Ліма, на річці П'юра.

### Клімат
Місто знаходиться у зоні, котра характеризується кліматом тропічних пустель. Найтепліший місяць — лютий із середньою температурою 28.3 °C (83 °F). Найхолодніший місяць — липень, із середньою температурою 22.2 °С (72 °F).
| Клімат П'юри            | Клімат П'юри | Клімат П'юри | Клімат П'юри | Клімат П'юри | Клімат П'юри | Клімат П'юри | Клімат П'юри | Клімат П'юри | Клімат П'юри | Клімат П'юри | Клімат П'юри | Клімат П'юри | Клімат П'юри |
| Показник                | Січ.         | Лют.         | Бер.         | Квіт.        | Трав.        | Черв.        | Лип.         | Серп.        | Вер.         | Жовт.        | Лист.        | Груд.        | Рік          |
| Абсолютний максимум, °C | 36           | 37           | 37           | 36           | 33           | 32           | 35           | 31           | 33           | 32           | 35           | 37           | 37           |
| Середній максимум, °C   | 32           | 32           | 32           | 31           | 29           | 27           | 26           | 26           | 27           | 28           | 29           | 31           | 29           |
| Середня температура, °C | 27           | 28           | 27           | 26           | 24           | 23           | 22           | 22           | 22           | 23           | 23           | 25           | 25           |
| Середній мінімум, °C    | 22           | 23           | 22           | 21           | 20           | 18           | 17           | 17           | 17           | 17           | 18           | 20           | 19           |
| Абсолютний мінімум, °C  | 17           | 16           | 17           | 17           | 15           | 12           | 12           | 12           | 13           | 12           | 13           | 12           | 12           |
| Норма опадів, мм        | 0            | 20           | 20           | 0            | 0            | 0            | 0            | 0            | 0            | 0            | 0            | 0            | 50           |
| ----------------------- | ------------ | ------------ | ------------ | ------------ | ------------ | ------------ | ------------ | ------------ | ------------ | ------------ | ------------ | ------------ | ------------ |
| Джерело: Weatherbase    |              |              |              |              |              |              |              |              |              |              |              |              |              |

## Історія міста
1785 року в провінції П'юра (місто з околицями) проживало 44497 чоловік.

## Населення
Згідно з INEI станом на 2012 рік в місті проживає 425 575 мешканців.

## Транспорт
Сполучене з іншими містами в країні та її межами Панамериканським шосе. Має аеропорт.

## Економіка
Місто відоме як найбільш промислово-розвинене місто на півночі Перу, а також своїми музеями з експонатами різноманітних культур доколумбової епохи.